# Eva Bettoni
Eva Bettoni fue una actriz del cine mudo y sonoro argentina.

## Carrera
Descendiente de españoles, Eva Bettoni se lució como actriz protagónica en la época de oro del cine mudo y comienzos del sonoro argentino. Si bien solo participó en solo dos filmes dirigidos por Edmo Cominetti supo dejar su sello en esos filmes de las primeras décadas del siglo XX.
En 1929 trabajó en el rol femenino principal en la película cómico-dramática, Destinos en el papel de Inés, protagonizada junto a Felipe Farah, Carlos Dux y Juan Siches de Alarcón. Cominetti consigue de Bettoni de poca fotogenia, una interpretación que las primeras escenas del "film" no hacen prever. Este film luego se reestrenó el 27 de abril de 1931, ya que fue repuesta con sonido en el Selecto Corrientes.
En 1931 filmó su film sonorizado titulado El amanecer de una raza con  Antonio Ber Ciani, Nora Mármol, Juan Mario Parpagnoli, Pierina Dealessi, Diego Juan Parla, Julio Andrada y Juan Farías.